# 벤처 스타
벤처 스타는 미국 정부의 지원을 받으며 록히드 마틴이 개발했던 단발 궤도선이다. 그 전에도 X-33이라는 차세대 로켓이 있었는데, 에어로스파이크 엔진을 사용해 연료 탱크에 문제로 인하여 취소되어 X-33의 업그레이드 버전으로 프로젝트가 진행되었다. 원래 목적은 우주왕복선 대신 인공위성을 궤도에 올려 놓는 것이었으나, 새로 개정된 목적은 기존 목적과 함께 사람도 올려 놓는 것이었다. 발사될 때는 수직으로 발사되지만 착륙할 때는 비행기처럼 착륙해 우주왕복선과 비슷한 점이 많다. 이렇게 차세대 우주선으로 각광받았던 우주선이었으나, X-33과 똑같은 에어로스파이크 엔진을 사용하여 연료 탱크 문제로 2001년 2월 취소되었다.

## 역사
1986년 챌린저 호 폭발사고가 생기자 NASA는 우주왕복선 사용을 중단했다. 이후 안전한 차세대 단발궤도선을 만들기 위해 연구원들은 NASA에게 차세대 단발궤도선에 대한 의견, 보고서 등을 제출했다. 그 뒤에 X-33이 뽑혔으며, X-33이 에어로스파이크 엔진을 사용해 개발하자 개발이 진척되며 새로운 차세대 단발궤도선을 뽑아 X-33의 장점과 벤처스타의 장점을 합하여 차세대 단발궤도선을 만드려고 했다. 하지만 동종의 에어로스파이크 엔진을 사용해 계속 개발에 실패했고, 이후 예산 낭비라는 미국 의회의 판단으로 2001년 2월 개발이 전면 취소되었다.

## 지원, 개발, 투자
- NASA
- JPL
- 록히드마틴

## 같이 보기
- 록히드 마틴 X-33
- 스카일론 우주선